# Cologno Monzese
Cologno Monzese (Cològn en dialecto milanésy simplemente Cologno hasta 1862) es una localidad y comune italiana de la provincia de Milán, región de Lombardía, con 46.890 habitantes. La localidad forma parte de la ciudad metropolitana de Milán y es conocida por albergar la sede y los estudios del grupo Mediaset.

## Población
La población de Cologno Monzese cuenta con 46.890 habitantes residentes. El número de habitantes subió muchísimo en los años después de la Segunda Guerra Mundial por la migración desde el Sur de Italia y la presencia de muchas fábricas en su territorio. Desde los años 90 del siglo XX, el número de habitantes sigue bajando.

### Evolución demográfica
| Gráfica de evolución demográfica de Cologno Monzese entre 1861 y 2001 |
|                                                                       |
| Fuente ISTAT - elaboración gráfica de Wikipedia                       |

A 31 de diciembre de 2023, la población extranjera residente en el municipio era de 8.189 personas, equivalente al 17,46 % de la población.

## Transportes

### Aeropuerto
El aeropuerto más cercano es el de Linate; sin embargo, el Malpensa no está muy lejos.

### Conexiones viales
La conexión vial principal es la autopista Tangenziale Est Milán.

### Conexiones ferroviarias
En Cologno Monzese no hay estaciones de ferrocarril. La más cercana es la de Sesto San Giovanni.

### Transportes urbanos
En Cologno Monzese hay tres estaciones de la Línea 2 del metro de Milán. Varias líneas de autobuses unen Cologno Monzese a otras ciudades de los alrededores.